# Leszek Kulka
Leszek Marian Kulka (ur. 27 lipca 1947 w Miłkowie) – polski samorządowiec, wicewojewoda kaliski i starosta krotoszyński.

## Życiorys
Ukończył fizykę na Uniwersytecie im. Adama Mickiewicza w Poznaniu oraz studia podyplomowe z zakresu samorządu terytorialnego na Uniwersytecie Wrocławskim. Przed 1989 należał do Polskiej Zjednoczonej Partii Robotniczej. Do 1994 pracował jako nauczyciel w zespole szkół zawodowych w Krotoszynie, następnie pełnił funkcję wiceburmistrza tego miasta. W 1998 z ramienia Unii Wolności był wicewojewodą kaliskim (ostatnim przed reformą samorządową). Od 1999 do 2002 kierował Wydziałem Spraw Obywatelskich w Wielkopolskim Urzędzie Wojewódzkim.
W 2002 wszedł do rady powiatu krotoszyńskiego, następnie został powołany na urząd starosty. W wyborach samorządowych w 2006 ponownie uzyskał mandat radnego z ramienia lokalnego komitetu. Po raz drugi objął stanowisko starosty. Utrzymał obie funkcje również po kolejnych wyborach w 2010. W 2014 powołany natomiast na funkcję przewodniczącego rady powiatu V kadencji.

## Odznaczenia
Odznaczony m.in. Krzyżem Kawalerskim Orderu Odrodzenia Polski (2005), Złotym Krzyżem Zasługi oraz Brązową Odznaką „Zasłużony dla Ochrony Przeciwpożarowej” (2009).